# Elisabeth von Weilnau
Elisabeth von Weilnau (* im 13. Jahrhundert; † im 13. Jahrhundert) war durch Heirat von 1256 bis 1291 Gräfin von Battenberg.

## Leben
Elisabeth von Weilnau war die Tochter des Grafen Heinrich I. von Diez-Bierstein, Graf von Weilnau, und dessen Gemahlin Luitgard von Trimberg. Der Fuldaer Fürstabt Heinrich von Weilnau war ihr Bruder. Elisabeth heiratete den Grafen Widekind II. von Battenberg, mit dem sie die Kinder Hermann II., Elisabeth († 1330, ⚭ Walter I. von Lißberg), Ida und Margarethe (1286, Nonne im Kloster Georgenberg) hatte.
Elisabeth gab im Jahre 1291 ihre Zustimmung zu dessen Veräußerung der halben Grafschaft Battenberg an die Mainzer Erzbischöfe. Elisabeths Verdienst liegt in der Förderung der dem Haus Battenberg nahestehenden Klöster. 1256 erreichte sie, dass ihr Mann das Kloster Georgenberg von der Abgabenpflicht befreite und 1286 dem Kloster einen Hof in Röddenau zur Versorgung ihrer Tochter Margarete überließ. 1277 übereigneten die Eheleute dem Kloster Haina eine Mühle in Röddenau; 1291, nach Elisabeths Tod, kam der Hof in Röddenau voll in den Besitz des Klosters Georgenberg.